# Богородка
Богоро́дка (каз. Богородка) — село у складі Сандиктауського району Акмолинської області Казахстану. Адміністративний центр Широківського сільського округу.
Населення — 384 особи (2021; 586 у 2009, 642 у 1999, 883 у 1989).
Національний склад станом на 1989 рік:
- росіяни — 59 %;
- казахи — 21 %.